# Melothria hirsuta
Melothria hirsuta är en gurkväxtart som beskrevs av Célestin Alfred Cogniaux. Melothria hirsuta ingår i släktet Melothria och familjen gurkväxter. Inga underarter finns listade i Catalogue of Life.